# Łankowice (gmina)
Łankowice – dawna gmina wiejska istniejąca w latach 1934–1954 w woj. poznańskim/pomorskim/bydgoskim (dzisiejsze woj. kujawsko-pomorskie). Siedzibą władz gminy były Łankowice.
Gmina zbiorowa Łankowice została utworzona 1 sierpnia 1934 roku w powiecie szubińskim w woj. poznańskim z dotychczasowych jednostkowych gmin wiejskich: Dobieszewiec, Dobieszewo, Gromadno, Iwno, Karolinowo, Kaźmierzewo, Laskownica, Ludwikowo, Łankowice, Łankowiczki, Miaskowo, Mieczkowo, Nowawieś Notecka, Oleszno, Palmierowo i Słupowiec (oraz z obszarów dworskich położonych na tych terenach lecz nie wchodzących w skład gmin). 
1 kwietnia 1938 gmina Łankowice została przyłączona do woj. pomorskiego. 6 lipca 1950 roku zmieniono nazwę woj. pomorskiego na bydgoskie. Według stanu z dnia 1 lipca 1952 roku gmina składała się z 17 gromad: Chwaliszewo, Dobieszewo, Grocholin, Gromadno, Kaźmierzewo, Laskownica, Ludwikowo, Łankowice, Mieczkowo, Nowawieś Notecka, Oleszno, Palmierowo, Sierniki, Słupowa, Smoguleckawieś, Ujazd i Włodzimierzowo.
Gmina została zniesiona 29 września 1954 roku wraz z reformą wprowadzającą gromady w miejsce gmin. Jednostki nie przywrócono 1 stycznia 1973 roku po reaktywowaniu gmin.